# Diocesi di Tianshui
La diocesi di Tianshui (in latino: Dioecesis Zinceuvensis) è una sede della Chiesa cattolica in Cina suffraganea dell'arcidiocesi di Lanzhou. Nel 1950 contava 8.548 battezzati su 2.500.000 abitanti. La sede è vacante.

## Territorio
La diocesi comprende parte della provincia cinese di Gansu.
Sede vescovile è la città di Tianshui, dove si trova la Dongguan Cathedral.

## Storia
La prefettura apostolica del Kansu Meridionale fu eretta il 28 aprile 1905, ricavandone il territorio dal vicariato apostolico del Kansu (oggi arcidiocesi di Lanzhou), e venne affidata ai missionari di Scheut.
L'8 marzo 1922 in forza del breve Apostolatus officium di papa Pio XI, l'attività missionaria nel Gansu fu riorganizzata, e al posto della prefettura apostolica del Kansu Meridionale fu eretto il vicariato apostolico del Kansu Orientale, affidato ai Cappuccini.
Il 3 dicembre 1924 il vicariato apostolico cambiò nuovamente nome in vicariato apostolico Tsinchow in forza del decreto Vicarii et Praefecti della Congregazione di Propaganda Fide.
Il 25 gennaio 1930 cedette altre porzioni di territorio a vantaggio dell'erezione della prefettura apostolica di Pingliang (oggi diocesi).
L'11 aprile 1946 il vicariato apostolico è stato elevato a diocesi con la bolla Quotidie Nos di papa Pio XII.
Il 28 gennaio 1981 fu ordinato vescovo clandestinamente monsignor Casimir Wang Milu il quale, rifiutandosi di aderire all'Associazione patriottica cattolica cinese, non fu riconosciuto come vescovo dal governo cinese, fu arrestato nel 1984 e condannato a 10 anni di detenzione. All'epoca del suo arresto la diocesi era governata dal vescovo "patriottico" Augustin Zhao Jingnong, già amministratore diocesano dal 1951, ordinato vescovo nel 1981, e deceduto nel maggio 2004. Questi costruì la nuova cattedrale, poiché la precedente, dedicata a Santa Teresa, era stata trasformata in abitazione privata.
Dal punto di vista del governo cinese, la diocesi è vacante ed amministrata dal sacerdote Bosco Zhao Jianzhang. La chiesa clandestina invece, governata dall'anziano Casimir Wang Milu fino alle sue dimissioni nel 2003, fu in seguito data in amministrazione al sacerdote John Baptist Wang Ruohan fino, sembra, alla fine del 2011, quando è stato ordinato vescovo clandestinamente il fratello di costui, John Wang Ruowang.
Il 24 luglio 2011 è stato ordinato il primo diacono dopo più di trent'anni.

## Cronotassi dei vescovi
Si omettono i periodi di sede vacante non superiori ai 2 anni o non storicamente accertati.
- Everard Ter Laak, C.I.C.M. † (21 giugno 1906 - 6 maggio 1914 nominato vicario apostolico coadiutore della Mongolia centrale)
- Constantin Daems, C.I.C.M. † (6 maggio 1914 - 8 marzo 1922 dimesso)
- Salvador-Pierre Walleser, O.F.M.Cap. † (28 marzo 1922 - 1º gennaio 1946 deceduto)
- Peter Gratian Grimm, O.F.M. Cap. † (21 aprile 1949 - 24 novembre 1972 deceduto)
  - Sede vacante
  - Augustin Zhao Jingnong † (24 luglio 1981 consacrato - 16 maggio 2004 deceduto) (vescovo ufficiale)
  - Casimir Wang Milu † (28 gennaio 1981 - 24 luglio 2003 ritirato) (vescovo clandestino)
  - John Wang Ruowang, dal 19 agosto 2011 (vescovo clandestino)

## Statistiche
La diocesi nel 1950 su una popolazione di 2.500.000 persone contava 8.548 battezzati, corrispondenti allo 0,3% del totale.
| anno | popolazione | popolazione | popolazione | presbiteri | presbiteri | presbiteri | presbiteri                | diaconi | religiosi | religiosi | parrocchie |
| anno | battezzati  | totale      | %           | numero     | secolari   | regolari   | battezzati per presbitero | diaconi | uomini    | donne     | parrocchie |
| ---- | ----------- | ----------- | ----------- | ---------- | ---------- | ---------- | ------------------------- | ------- | --------- | --------- | ---------- |
| 1950 | 8.548       | 2.500.000   | 0,3         | 28         | 10         | 18         | 305                       |         | 1         | 33        | 24         |

La diocesi oggi conta oltre 20 000 fedeli, decine di sacerdoti e 20 religiose della Congregazione della Sacra Famiglia.